# Shiny Happy People
«Shiny Happy People» es un sencillo del álbum Out of Time de la banda estadounidense R.E.M.. Fue publicado en 1991, el mismo año que el disco. La voz femenina que se puede oír en la canción es la de Kate Pierson (cantante del grupo The B-52's), quien también aparece en el videoclip junto con Michael Stipe y los demás miembros de la banda.
El tema llegó al número 10 en el Billboard Hot 100 y fue el cuarto sencillo hasta la fecha en acceder al top 10 en Estados Unidos. También llegó al número 1 en el Reino Unido; de hecho, se trata de la primera canción de R.E.M. que obtuvo un puesto tan alto en ese país.
A pesar de llegar a ser uno de sus mayores éxitos, la canción prácticamente no fue interpretada en directo por la banda ni está incluida en el álbum recopilatorio In Time: The Best of R.E.M. 1988-2003. Esta canción fue la primera elección para formar parte de la intro de la popular serie Friends. La banda interpretó la canción en Sesame Street bajo el título de "Furry Happy Monsters"

## Lista de reproducción
Todas las canciones de la banda fueron escritas por los miembros de la banda (Bill Berry, Michael Stipe, Peter Buck y Mike Mills) salvo las indicadas.

### US/UK 7"/casete singles
1. "Shiny Happy People" – 3:45
2. "Forty Second Song" – 1:20

### UK CD/12"
1. "Shiny Happy People" – 3:45
2. "Forty Second Song" – 1:20
3. "Losing My Religion" (live acoustic version)1 – 4:36

### UK "Collectors' Edition" CD
1. "Shiny Happy People" – 3:45
2. "I Remember California" (live)2 – 5:42
3. "Get Up" (live)2 – 3:15
4. "Pop Song '89" (live)2 – 3:30

## Intérpretes

### Miembros de R.E.M.
- Bill Berry - Batería y percusión
- Michael Stipe - Voz
- Peter Buck - guitarra
- Mike Mills - Voz de acompañamiento, bajo y órgano

### Otros Intérpretes
- Kate Pierson - voz

- Datos: Q2306475